# 資源ナショナリズム
資源ナショナリズム（しげんナショナリズム、英: Resource nationalism）は、自国に存在する資源を自国で管理・開発するべきであるという政治思想、政治運動。資源生産国自身が所有権を強く意識する発想が、国土・民族を重視するナショナリズムに例えられている。

## 歴史

### 発端
産業革命以後、飛躍的に資源利用が増大してから、植民地に存在する資源は先進国の多国籍企業により管理・開発されることが多く、植民地が次々と独立を遂げる中で、自国の資源を自国のものにしようという動きが高まった。特にバクー油田の開発を外国資本が行っていたロシア帝国を打倒して国有化させたソビエト連邦はその典型である。そして、1962年に国際連合で「天然資源に対する恒久主権の権利」の宣言が出された。その内容は、
- 天然資源が保有国に属し、資源保有国の国民的発展と福祉のために用いられるべきこと
- 資源開発に従事する外国資本の活動について、資源保有国が種々の条件・規制を課すことができること
- 資源開発により得られた利益は、投資側と受入国側との協定に従って配分されねばならないこと

である。
これらの考えから、20世紀は特にサウジアラビア、イラン革命後のイラン、リビア、南米などの発展途上国では先進国企業の開発施設に対する国有化が積極的に行われて外交手段にも利用された。

### 高揚
1973年、石油危機において資源ナショナリズムは、その威力を発揮した。アラブ諸国は、原油価格を吊り上げ、対イスラエル政策への賛同と石油輸出をリンクさせたのである。こうして、資源は「先進国に売らなくてはならないもの」から「先進国への外交手段」へと変わった。資源輸出国は交渉力を高めるために、資源毎の連合を組んだ。
特に、世界最大の産油国となった中東のサウジアラビアと南米のベネズエラの主導で結成された石油輸出国機構によって中東アフリカと南米の産油国は協調して原油価格を操作することで1970年代の世界経済に絶大な影響を及ぼした。オイルダラーの発生は国際金融市場をも通じて世界へ影響を与えた。

### 混迷
1980年代、米国において商品先物市場が次々と形成された。商品先物市場で決まる先物の価格が、現物の価格の指標となった。資源価格は市場で決まるようになった。また、高騰した資源価格は世界各地で試掘投資を活性化させて新興資源国が生まれた。こうして旧来の資源輸出連合諸国は価格の主導権を失い、市場価格に基づき増減産や設備投資を迫られることになった。
1992年、中国において鄧小平が南巡講話で「中東には石油があるが、中国にはレアアースがある。中国はレアアースで優位性を発揮できるだろう（中東有石油、中国有稀土、一定把我国稀土的優勢発揮出来）」と述べ、当時の世界の全埋蔵量の85％も中国に存在していたとされるレアアースの大規模な生産を行い、21世紀に入って以降は世界の全生産量の97%を供給する独占的な地位を手に入れることに成功した。そして、資源保護を名目に日本国、アメリカ合衆国、欧州連合など旧来の先進国に対する外交手段として輸出規制を行い、世界貿易機関で争うことになった（レアアース貿易摩擦）。

## 主要な資源輸出国連合
- 石油輸出国機構（OPEC 1960年-）
- アラブ石油輸出国機構（OAPEC 1968年-）
- 銅輸出国政府間協議会（CIPEC 1968年-）
- 天然ゴム生産国連合（ANRPC 1970年-）
- ボーキサイト生産国機構（IBA 1974年-）
- バナナ輸出国機構（IPEB 1974年-）
- 水銀生産国グループ（IGMPC 1974年-）
- 東南アジア木材産出業者協会（SEALPA 1974年-）
- 鉄鉱石輸出国連合（AIOEC 1975年-）